# Delopleurus cardoni
Delopleurus cardoni är en skalbaggsart som beskrevs av Renaud Maurice Adrien Paulian 1934. Delopleurus cardoni ingår i släktet Delopleurus och familjen bladhorningar. Inga underarter finns listade i Catalogue of Life.